# Улица 10-летия Октября (Москва)
У́лица 10-ле́тия Октября́ (до 1928 года — Вселе́нский переу́лок) — улица в центре Москвы в Хамовниках между площадью Новодевичьего Монастыря и улицей Ефремова.

## Происхождение названия
В 1881 году имела название Безымянный переулок, который шел от площади до ул. Усачёва. Затем имела название Малый Усачёв переулок. В 1912 году получил название Вселенский переулок — по церкви Святых Отцов Седьмого Вселенского Собора, которая была разобрана в 1935 году. Церковь была построена в 1813—1833 годах вместо старинной церкви Иоанна Предтечи, взорванной французами 11 октября 1812 г. — в день памяти Святых Отцов. 6 января 1928 года в честь 10-й годовщины Октябрьской революции улица получила название 1-я ул. 10-летия Октября. Позднее, в конце 1930-х, название приобрело современный вид.

## Описание
Улица 10-летия Октября начинается от Лужнецкого проезда и формирует южную границу площади Новодевичьего Монастыря, затем пересекает Малую Пироговскую улицу, улицы Усачёва и Доватора, заканчивается на улице Ефремова. На улице расположен северный выход станции метро «Спортивная».

## Примечательные здания и сооружения
По нечётной стороне:
- № 11 — гостиница «Арена».

По чётной стороне:
- № 2 —  памятник архитектуры (региональный) детская поликлиника (конец 1920-х, архитекторы А. И. Мешков, Н. Щербаков, инженер Г. Л. Масленников)[3][4], ныне — детская поликлиника № 38 Центрального адм. округа.

## Транспорт
С недавнего времени по улице проходят автобусные маршруты м6, 220 и с216 (маршрут с216 сейчас работает только в будние дни, хотя изначально работал всю неделю)

## Изображения улицы
- Улица в 1931 г.
- Улица в 2010 г.
- Дом № 2 — детская поликлиника № 38 ЦАО
- ОМВД, выходящее на ул. 10-летия Октября (ул. Усачёва, д. 62, стр. 1)
- Вид сверху в 2016 г.
- Рассвет
27 декабря 2017 г.